# Assemblée des évêques catholiques de l'Ontario
L'Assemblée des évêques catholiques de l'Ontario (AÉCO) (en anglais : Assembly of Catholic Bishops of Ontario (ACBO)) est l'association des évêques catholiques de l'Ontario au Canada. L'AÉCO est l'une des quatre assemblées épiscopales régionales de la Conférence des évêques catholiques du Canada.

## Membres
L'Assemblée des évêques catholiques de l'Ontario rassemble les évêques des juridictions de l'Église catholique en Ontario, soit 12 diocèses et archidiocèses de rite latin de l'Ontario, quatre éparchies et l'ordinariat militaire catholique du Canada. En 2021, son président est Ronald Peter Fabbro, évêque du diocèse de London.

### Liste des diocèses
L'Assemblée des évêques catholiques de l'Ontario rassemble 17 diocèses et éparchies.
- Diocèse de Hamilton
- Diocèse de Hearst-Moosonee
- Archidiocèse de Kingston
- Diocèse de London
- Archidiocèse d'Ottawa-Cornwall
- Diocèse de Pembroke
- Diocèse de Peterborough
- Diocèse de Saint Catharines
- Diocèse de Sault-Sainte-Marie
- Diocèse de Thunder Bay
- Diocèse de Timmins
- Archidiocèse de Toronto
- Éparchie Mar Addaï de Toronto des Chaldéens
- Éparchie saints Cyrille et Méthode de Toronto des Slovaques
- Éparchie de Mississauga (Syro-Malabare)
- Éparchie de Toronto des Ukrainiens
- Ordinariat militaire catholique du Canada